# Сельское поселение Габовское
Сельское поселение Габовское — упразднённое 19 мая 2018 года муниципальное образование со статусом сельского поселения в Дмитровском районе Московской области Российской Федерации. Административным центром была деревня Каменка.

## География
Граничит с городскими поселениями Яхрома, Деденево, Икша и Некрасовский; городским округом Лобня; Лунёвским и Пешковским сельскими поселениями, а также городским поселением Солнечногорск Солнечногорского района.
Площадь территории сельского поселения составляет 165,53 км².
Адрес администрации: 141894, Московская область, Дмитровский район, д. Каменка, д. 13.

## История
Образовано согласно Закону Московской области от 28 февраля 2005 года № 74/2005-ОЗ путём слияния Габовского и Каменского сельских округов. 
Главой сельского поселения с 2014 до 2018 гг. был Муратов Валентин Викторович. В 2018 году против него было возбуждено уголовное дело по обвинению в мошенничестве, совершенном в особо крупном размере.
19 мая 2018 года упразднено с включением в состав новообразованного Дмитровского городского округа.

## Население
| 2006  | 2007  | 2008  | 2009  | 2010  | 2011  |
| ----- | ----- | ----- | ----- | ----- | ----- |
| 9216  | ↘7320 | ↗7371 | ↗7408 | ↗7951 | ↗8334 |
| 2012  | 2013  | 2014  | 2015  | 2016  | 2017  |
| →8334 | ↗8609 | ↗8871 | ↗9150 | ↗9364 | ↗9378 |
| 2018  |       |       |       |       |       |
| ↗9479 |       |       |       |       |       |

## Состав
В состав сельского поселения вошли 29 населённых пунктов упразднённых Габовского и Каменского сельских округов:
| Вид     | Наименование        | Население, чел. (2010) |
| ------- | ------------------- | ---------------------- |
| деревня | Агафониха           | 18                     |
| деревня | Акишево             | 8                      |
| деревня | Бабаиха             | 72                     |
| деревня | Векшино             | 7                      |
| деревня | Глазово             | 42                     |
| деревня | Гульнево            | 18                     |
| деревня | Дмитровка           | 36                     |
| посёлок | дома отдыха «Горки» | 3778                   |
| деревня | Каменка             | 718                    |
| деревня | Комаровка           | 15                     |
| деревня | Левково             | 84                     |
| деревня | Медведково          | 15                     |
| деревня | Нефедиха            | 0                      |
| деревня | Овсянниково         | 17                     |
| село    | Озерецкое           | 243                    |
| деревня | Пески               | 5                      |
| деревня | Подгорное           | 4                      |
| деревня | Поповка             | 133                    |
| деревня | Походкино           | 8                      |
| деревня | Редькино            | 15                     |
| деревня | Рождествено         | 34                     |
| деревня | Рыбаки              | 443                    |
| деревня | Свистуха            | 47                     |
| посёлок | совхоза «Останкино» | 2043                   |
| деревня | Сокольники          | 24                     |
| деревня | Старо               | 28                     |
| деревня | Удино               | 38                     |
| деревня | Федотово            | 30                     |
| деревня | Шихово              | 28                     |